# Seznam řeckých bitevních lodí

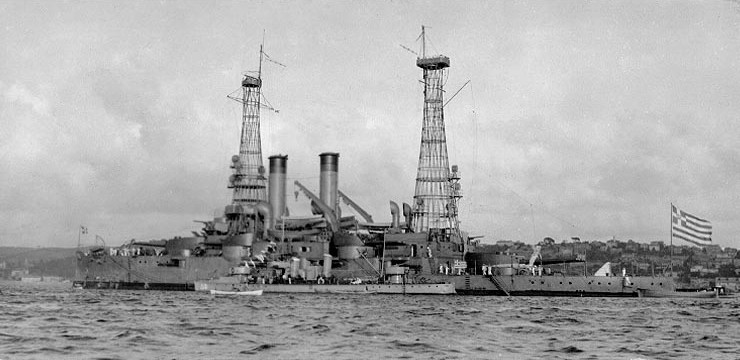
Lemnos

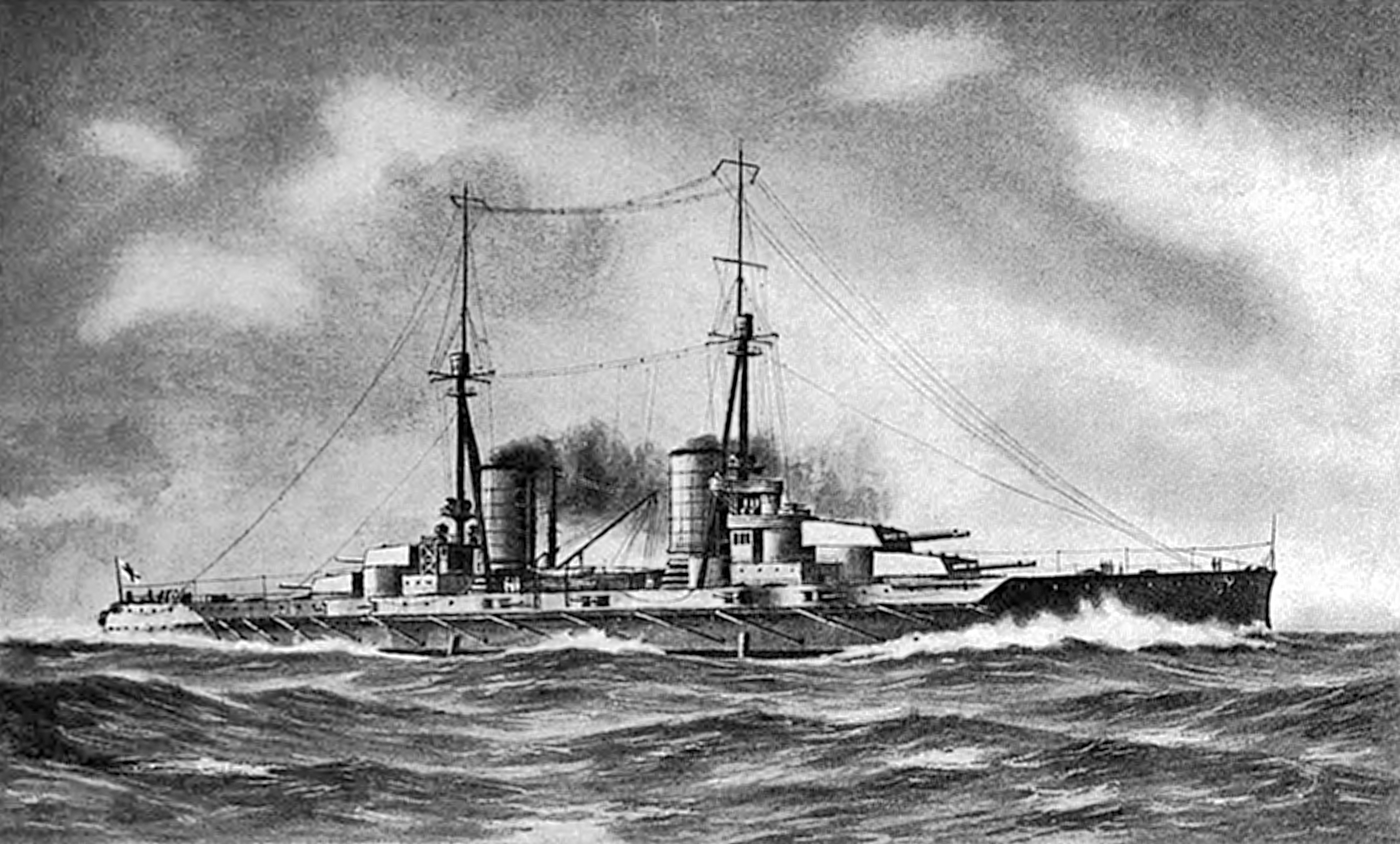
Nákres lodi Salamis

Seznam řeckých bitevních lodí zahrnuje všechny bitevní lodě, které byly ve službě u Řeckého námořnictva.

## Predreadnoughty
- Kilkis
- Lemnos

## Dreadnoughty
- Salamis
- Vasilefs Konstantinos